# Hoax LeBeau
Joost Gimbel (Arnhem, 14 juni 1986), bekend onder de artiestennaam Hoax LeBeau, is een Nederlandse dragqueen, acteur, DJ, stylist, visagist en presentator. LeBeau is bekend van het BNN/VARA programma De Diva In Mij, waarin zij onzekere vrouwen helpt sterker in hun schoenen te staan. In het programma vormt zij een duo met bekende drag collega's Lady Galore en Drag Race Holland winnares Envy Peru.

## Carrière
Gimbel zat vanaf 1997 op het Olympus College in Arnhem, waar hij in 2004 zijn VWO diploma haalde. Hier ontstond zijn passie voor theater door het spelen in verschillende schooltoneelproducties. Nadat hij een jaar de vooropleiding theater van het Utrechts Centrum voor de Kunsten had gevolgd, werd hij aangenomen op de acteursopleiding van de Hogeschool voor de Kunsten Utrecht. Na jarenlang als acteur gewerkt te hebben, kwam Gimbel in 2011 in aanraking met travestie. Vanaf 2016 is Gimbel fulltime actief als dragqueen Hoax LeBeau. 
Daarnaast werkt Gimbel sinds 2014 als stylist voor modeshows, kledingcampagnes en muziekvideo's. Zo werkte hij onder andere mee aan de styling van de Within Temptation videoclips Paradise (What About Us) en Whole World Is Watching. Anno 2020 is hij vaste stylist en visagist voor Sven Ratzke.
In 2019 richtte Gimbel samen met Daniëlle Jiskoot The Drag Agency op, die in 2023 fuseerde met TDA Management tot The Diverse Agency.

## Persoonlijk leven
Gimbel is geboren in Arnhem en woont in Amsterdam. Zijn moeders zijn lesbisch. Hij heeft geen vader, omdat hij is verwekt met gebruik van een anonieme zaaddonor.

## Filmografie

### Televisie
| Jaar | Titel                  | Rol           | Opmerkingen |
| ---- | ---------------------- | ------------- | ----------- |
| 2009 | Slot Marsepeinstein    | Ridder        | 1 afl.      |
| 2010 | Hollands Next Talkshow | zichzelf      | 1 afl.      |
| 2012 | Ruben vs. Sophie       | zichzelf      | 1 afl.      |
| 2015 | Bagels & Bubbels       | dragqueen     | 1 afl.      |
| 2006 | Weemoedt               | kunstcriticus | 1 afl.      |

## Theater
| Jaar | Titel                                                    | Gezelschap            | Regie                                     |
| ---- | -------------------------------------------------------- | --------------------- | ----------------------------------------- |
| 2007 | Pick-Up                                                  | HKU                   | Gretha Hengst                             |
| 2007 | De Heer van Pourceaugnac                                 | HKU                   | Marja Vinkenburg                          |
| 2007 | Tuinman                                                  | HKU                   | Peggy Olisleagers & Joost Gimbel          |
| 2007 | De Eenzame Weg                                           | HKU                   | Ira Judkovskaja                           |
| 2008 | Neushoorn                                                | 't Barre Land en HKU  | Joost Gimbel                              |
| 2008 | Maat voor Maat                                           | 't Woud Ensemble      | Christiaan Mooij                          |
| 2008 | De Rode Prinses                                          | Kwatta                | Josee Hussaarts                           |
| 2009 | Joost Weet Het Niet                                      | HKU                   | Joost Gimbel                              |
| 2009 | Alles over Mannen en Vrouwen                             | HKU                   | Ingrid Kuipers                            |
| 2009 | Wil Je Alsjeblieft Stil Zijn, Alsjeblieft?               | HKU                   | Piet Arfeuille                            |
| 2009 | BANG!                                                    | De Toneelmakerij      | Ad de Bont & Liesbeth Coltof              |
| 2009 | Het Had Allemaal Anders Kunnen Lopen                     | Wintertuin            | Nasja Covers                              |
| 2010 | Plot Your City                                           | Het Zuidelijk Toneel  | Matthijs Rümke                            |
| 2010 | Analemma                                                 | Het Zuidelijk Toneel  | Arthur Kneepkens                          |
| 2010 | Kapot Maken                                              | TG Krabben            | Ayke Dirkzwager                           |
| 2010 | Ik Weet op Dit Moment Niet Hoe Ik Het Anders Moet Zeggen | Cave Canem            | Elke Wiss                                 |
| 2011 | Een Goed Mens uit China                                  | De Citadel            | Rob Bakker & Lotte Lohrengel              |
| 2011 | Solo voor 2                                              | Stichting Likeminds   | Malou de Roy van Zuydewijn & Joost Gimbel |
| 2012 | Super Almarkt                                            | De Citadel            | Lotte Lohrengel                           |
| 2012 | Das Leben Ist Ein Ponyhof!!!                             | Grand Theatre         | Teddy May de Kock                         |
| 2012 | Catshuis                                                 | De Vertegenwoordiging | Joost van Hezik                           |
| 2012 | Ellen ten Damme & Sven Ratzke On The Rocks               | Parade                | -                                         |
| 2013 | Een van Ons Hield van Elkaar                             | De Kosmonaut          | Alexander de Vree                         |
| 2014 | Wensen voor Europa                                       | De Vertegenwoordiging | Joost van Hezik                           |
| 2014 | I Prefer Not To Look at My Body                          | Fringe Festival       | Jip & Hoax                                |
| 2015 | Malibu Beach Fantasy                                     | Fringe Festival       | Jip & Hoax                                |